# Hotel d'Hane-Steenhuyse

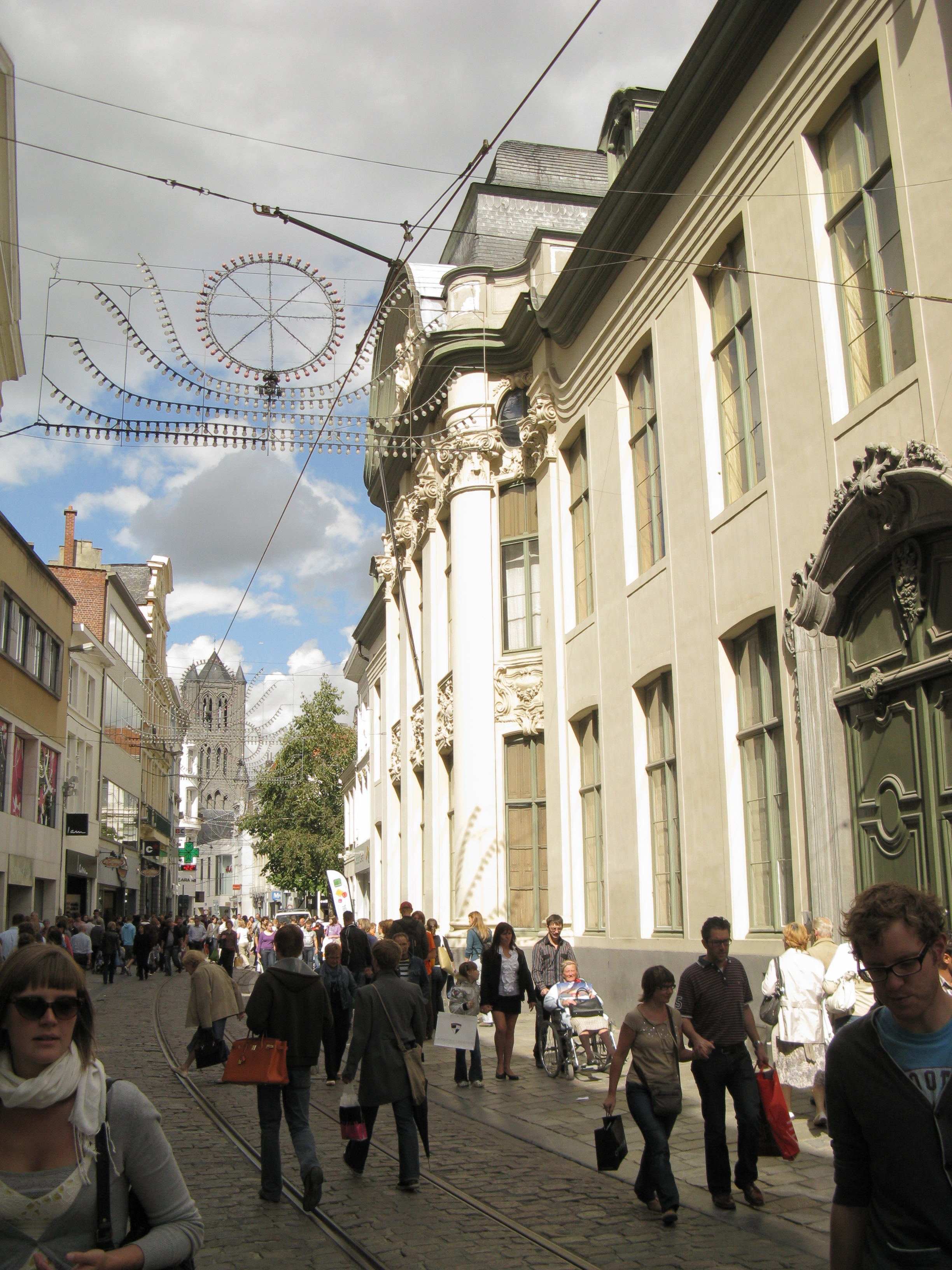
Het Hotel d'Hane-Steenhuyse in de Veldstraat in Gent

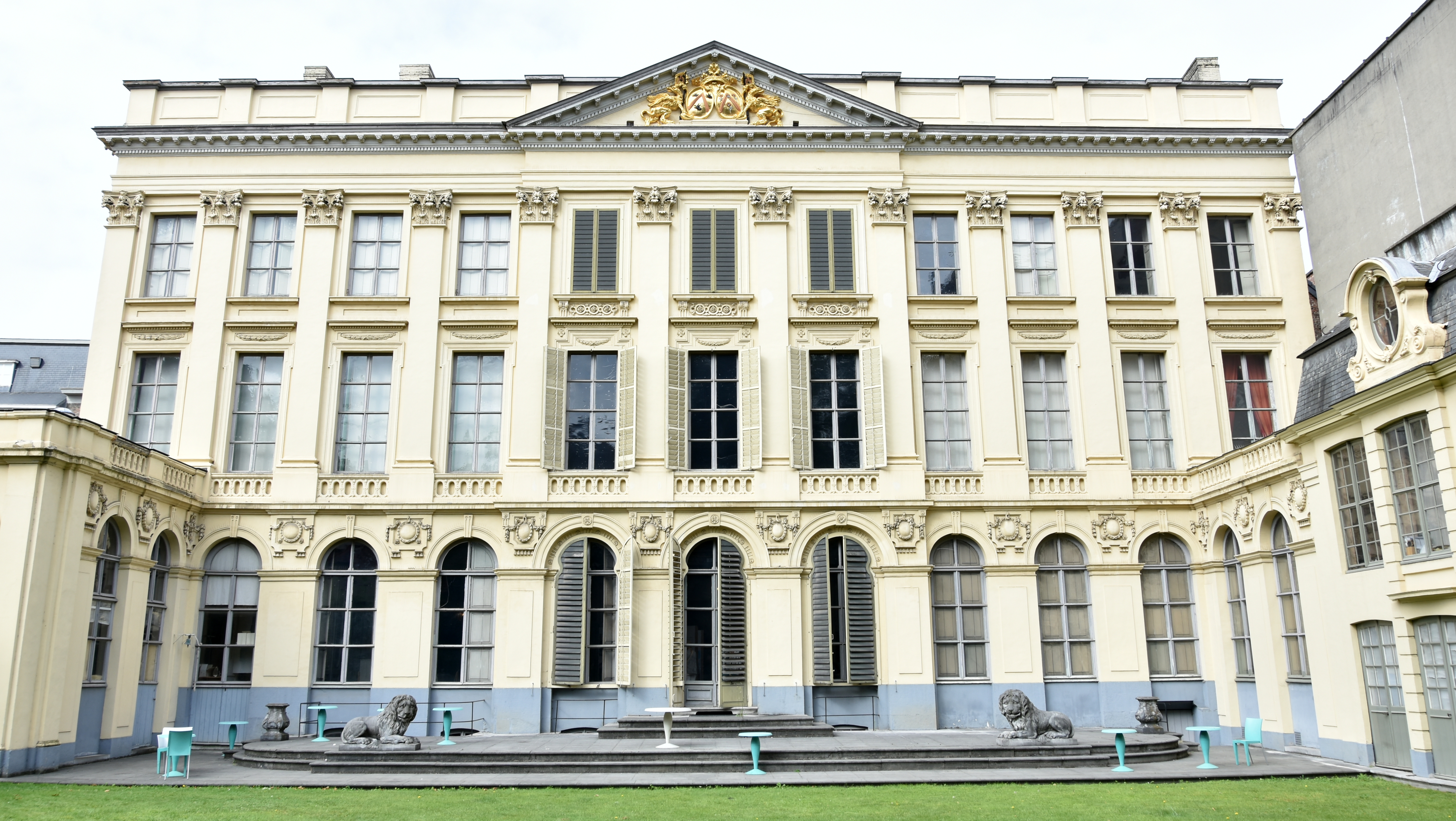
De classicistische achtergevel van hotel d'Hane-Steenhuyse

Hotel d'Hane-Steenhuyse is een 18e-eeuws stadspaleis in de Belgische stad Gent. Het bevindt zich in de Veldstraat. Het was een tijdlang bezit van de familie D'Hane de Steenhuyse en is in beheer van Historische Huizen Gent.

## Geschiedenis
Het pand werd in 1768-1773 gebouwd door Jan Baptist Simoens, die met zekerheid de achtergevel en de salle à l'italienne ontwierp en bouwde. De voorgevel werd misschien ontworpen door David 't Kindt, maar archivalisch bewijs is hier niet van. Rond het begin van de 19de eeuw werd het gebouw voor het adellijke societygebeuren gebruikt, met als hoogtepunt het verblijf in 1815 van de uit Frankrijk verdreven koning Lodewijk XVIII. Met zijn hofhouding regeerde hij vanuit het hotel in ballingschap. Na afloop schonk hij zijn gastheer als dank een porseleinen dessertservies, dat thans in het STAM wordt bewaard.
In de twintigste eeuw raakte het hotel in onbruik. Het Museum der Honderd Dagen kreeg er in 1949 onderdak, maar zonder veel succes.
In 1981 werd het gebouw eigendom van de stad Gent, die er eerst een informatiecentrum in onderbracht en later de Dienst Monumentenzorg. In de jaren 90 onderging het een grondige renovatie. Publiekstoegang bleef echter zeer beperkt. In 2015 werd het gelijkvloers opengesteld voor commerciële activiteiten.

### Eigenaars
Drie generaties van het geslacht D'Hane de Steenhuyse bouwden het hotel:
- graaf Emmanuel Ignace d'Hane (1702-1771): hoofdgebouw en voorgevel
- graaf Pierre Emmanuel d'Hane de Leeuwergem (1726 -1786): uitbreiding en tuingevel
- graaf Jean-Baptiste d'Hane de Steenhuyse (1757-1826): aankleding en binnendecoratie

Na het uitsterven van de mannelijke lijn kwam het stadspaleis in handen van Valerie van Pottelsberghe de la Potterie.

### Beroemde gasten
Onder Jean-Baptiste zag het pand een komen en gaan van de groten van Europa:
- 1803: Talleyrand (vergezelde eerste consul Bonaparte tijdens zijn bezoek aan de voormalige Oostenrijkse Nederlanden)
- 1811: Jérôme Bonaparte, koning van Westfalen
- 1814: Alexander I, tsaar van Rusland
- 1814: John Quincy Adams, een van de gasten op een diner met de Engelse en Amerikaanse delegaties die de Vrede van Gent hadden onderhandeld
- 1815: Lodewijk XVIII, de Franse koning die tijdens de Honderd Dagen op de vlucht was geslagen voor Napoleon
- 1815: François René de Chateaubriand, deel van het gevolg van Lodewijk XVIII
- 1815: de pas gekroonde koning der Nederlanden, Willem I, en zijn echtgenote Wilhelmina tijdens hun Blijde Intrede in Gent (5 september)
- 1818: prins Willem II der Nederlanden

## Beschrijving

### Grondplan
Het pand werd gebouwd op de geleidelijk aangekochte erven van de oudere huizen. Dat verklaart de onregelmatige vorm van de gevel. Er werd gestreefd naar maximale benutting van de beschikbare ruimte, zodat de rooilijn gevolgd werd. Dat verklaart de vooruitspringende middenpartij van de gevel.
Door de inpassing van het pand tussen bestaande bebouwing werd ook het grondplan aangepast. Meestal hadden dergelijke hotels een centrale ingang die toegang tot de vestibule verleende. De vestibule stond loodrecht op de gevel. Links en rechts van de vestibule bevonden zich de kamers, symmetrisch ten opzichte van elkaar.
In het geval van Hotel d'Hane-Steenhuyse werd het symmetrische grondplan verlaten. De enige toegang tot het gebouw bestaat uit een koetsportaal dat zich aan het einde van de gevel bevindt (dus direct naast het aanpalende gebouw). Dit koetsportaal verleent toegang tot het achter het pand in de tuin gelegen tuighuis. Deze toegang sluit zich aan de vestibule, dat loodrecht erop (en parallel aan de gevel) staat. De kamers zijn rond de vestibule gerangschikt.
De kamers waren niet alleen afzonderlijk via de vestibule bereikbaar, ze waren bovendien door de onderlinge doorgangen verbonden (en vormden dus een enfilade). Bovendien was er een stelsel verscholen doorgangen aanwezig, zodat het personeel de kamers discreet kon betreden.
Daarnaast beschikt het gebouw over een binnentuin met terras. Deze werd in 1773 aangelegd in zuivere Lodewijk XVI-stijl.

### Gevels
Het pand heeft 2 gevels. De hoofdgevel in Lodewijk XV-stijl ligt aan de Veldstraat. Hij bevat zowel barok- als rococo-elementen. De gevel heeft een vooruitspringende middenpartij met Korinthische halfzuilen en een segmentboogfronton.
De achtergevel is in neoklassieke Lodewijk XVI-stijl. Anders dan de voorgevel heeft de achtergevel drie horizontale geledingen. De onderste is als sokkel opgevat. De gevel heeft pilasters en een fronton. Hij grenst aan de binnentuin.

### Ruimtes
De ruimtes op het gelijkvloers hebben een representatieve functie. Het zijn salons en zalen die typerend zijn voor het rijke societyleven van de gegoede sociale klassen destijds. Vooral de hoge balzaal à l'italienne is rijkelijk gedecoreerd met plafondschilderingen, spiegels, een eretrap en een parketvloer gesigneerd Henri Feylt.
De kamers op de verdieping waren discreter. Men vindt er slaapkamers van de heer en de vrouw des huizes (gescheiden, naar de gewoonte van toen), een bibliotheek, een kamer voor verzamelingen en andere ruimtes. De kelders werden gebruikt als dienstruimtes. Ze zijn overigens ouder dan het hotel zelf. Bij de bouw van het hotel werden de overwelfde kelders van de huizen die er vroeger stonden gewoon behouden en aangepast. Het personeel woonde in onverwarmde kamers onder het dak.
De kamers werden ingericht met veel aandacht voor symmetrie en hiërarchie. De muren werden zo symmetrisch mogelijk ingedeeld met wandplaten, vensters, behang, echte en valse deuren. De wand met schouw werd als de belangrijkste beschouwd. Elke kamer had een eigen kleurschema. De benamingen van de kamers, zoals boudoir, cabinet en dergelijke getuigen van Franse invloed.

### Kunstvoorwerpen
In het pand zijn schilderijen te vinden van onder meer Petrus Norbertus van Reysschoot en Peter Paul Rubens en daarnaast ook kopieën naar Jan Brueghel de Oude.

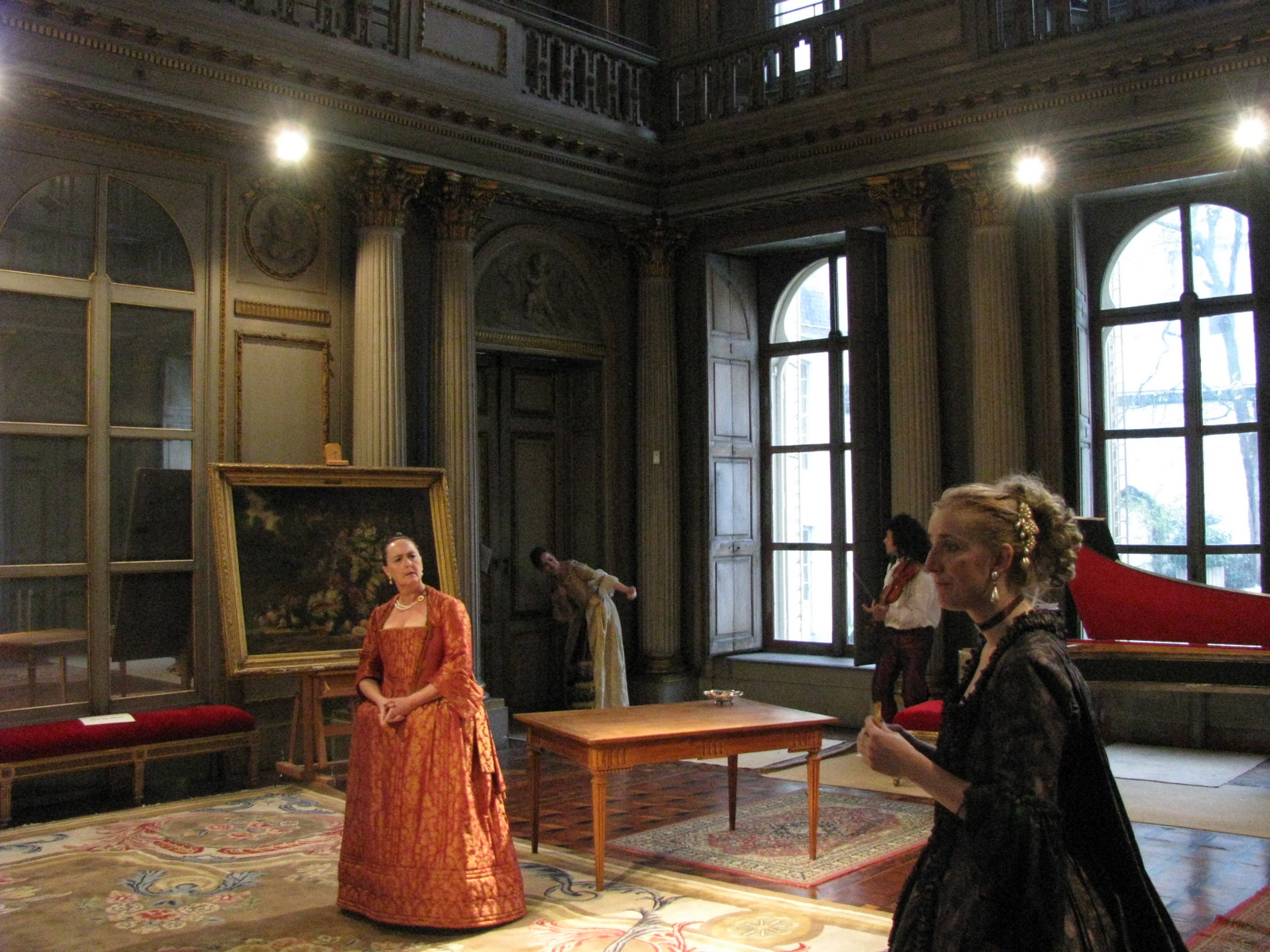
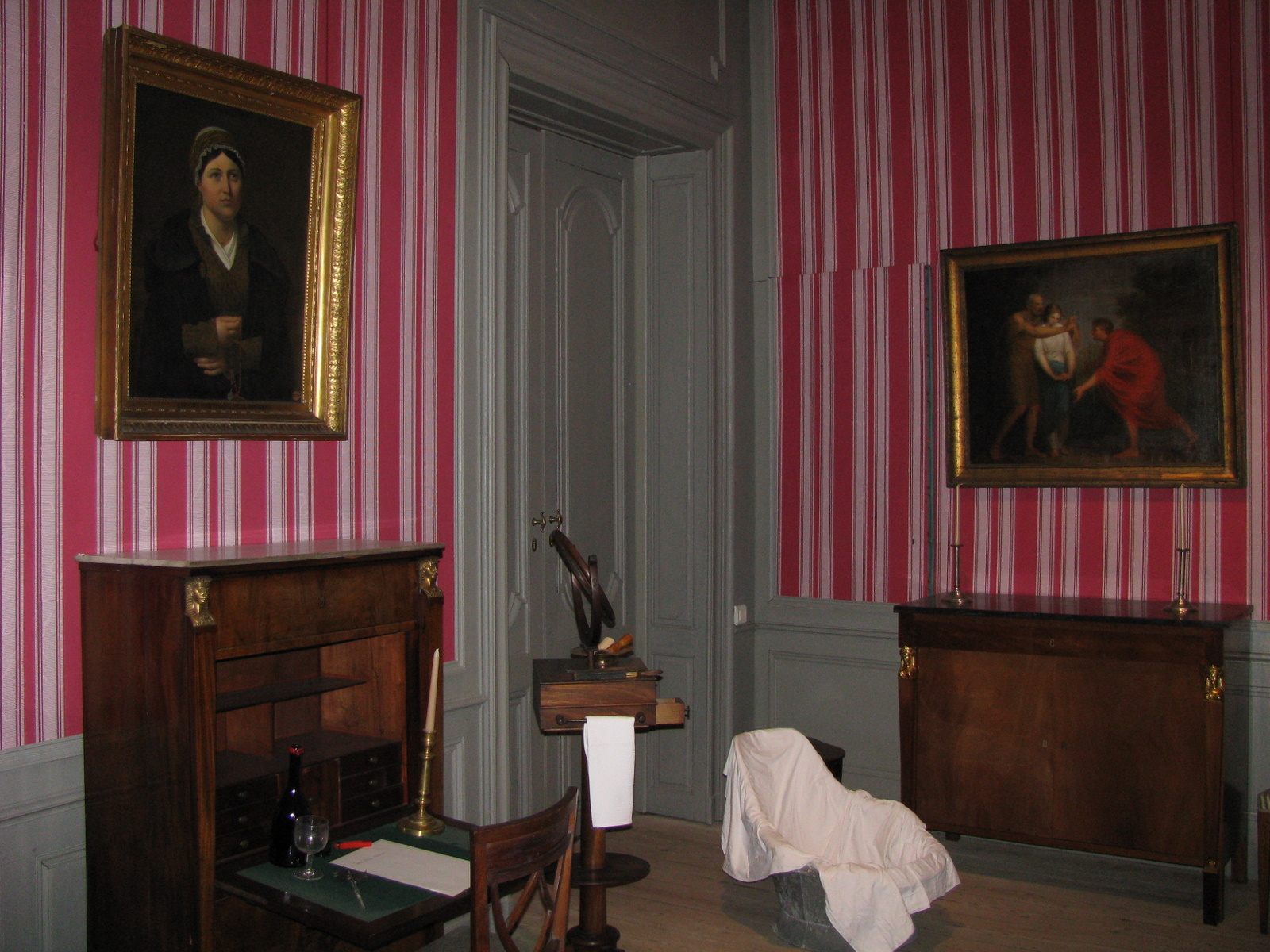
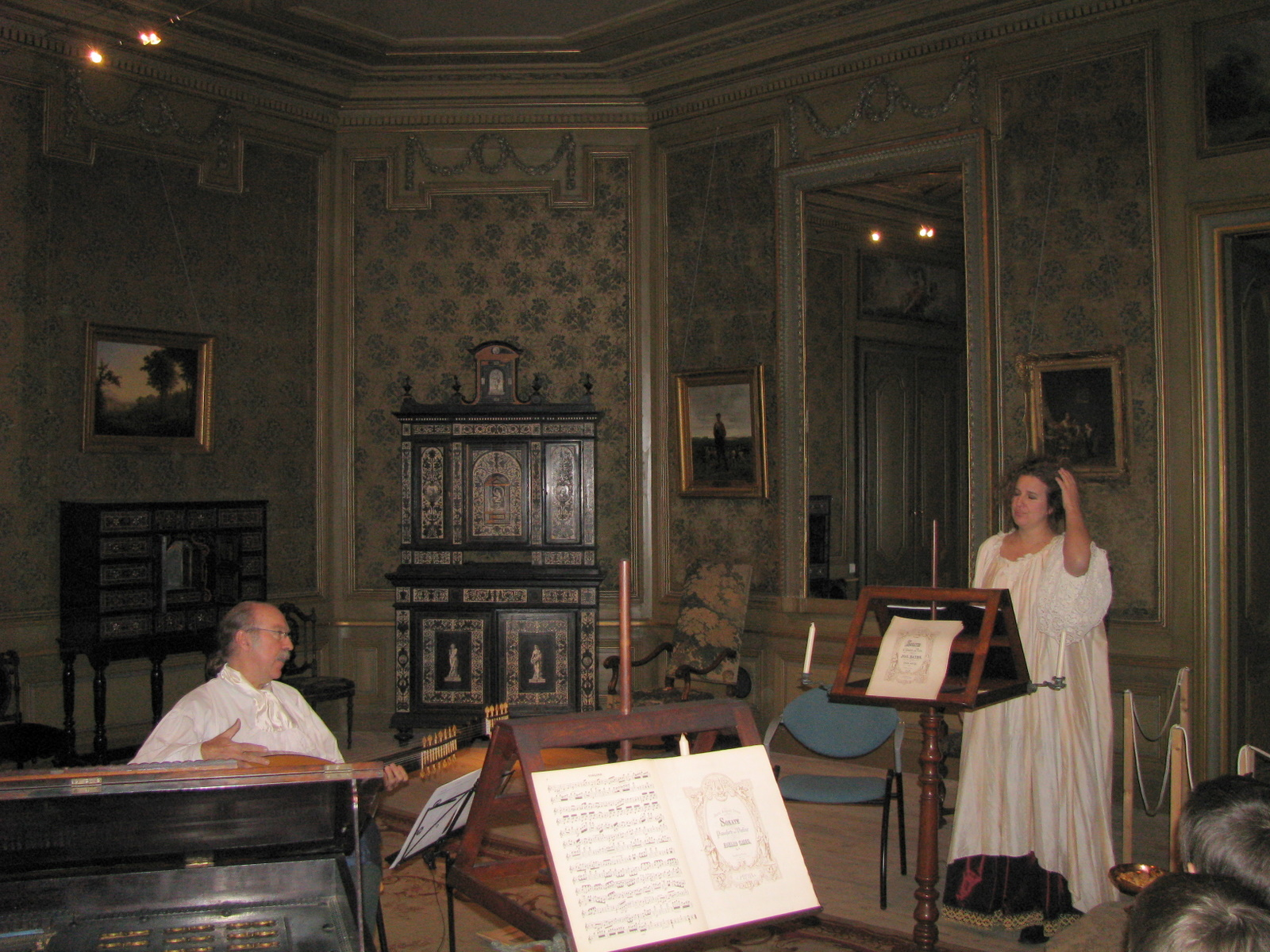
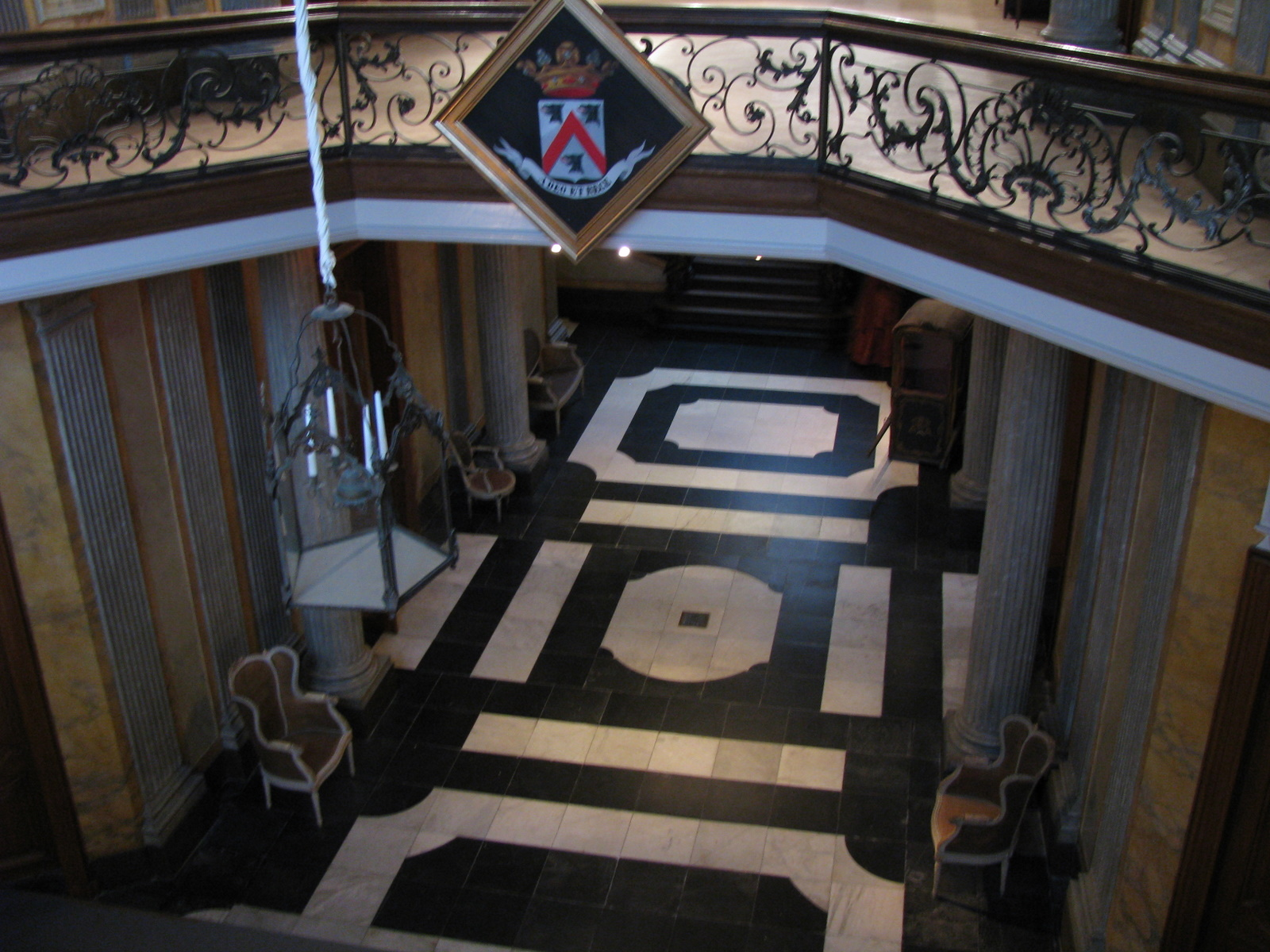